# Катастрофа DC-8 в Анкоридже (1977)
Катастрофа DC-8 в аэропорту Анкоридж — авиационная катастрофа, произошедшая тёмным утром в четверг 13 января 1977 года. Грузовой самолёт Douglas DC-8-62AF авиакомпании JAL Cargo выполнял чартерный рейс JL-1045 по маршруту Мозес-Лейк—Анкоридж—Токио, но сразу после вылета из Анкориджа рухнул на землю и полностью разрушился. Погибли все находившиеся на его борту 5 человек — 3 члена экипажа и 2 пассажира.
По результатам расследования, одним из ключевых факторов катастрофы стало алкогольное опьянение командира экипажа.

## Самолёт
Douglas DC-8-62AF (регистрационный номер JA8054, заводской 46148, серийный 553) был выпущен 2 декабря 1971 года. 10 января 1972 года поступил в авиакомпанию JAL Cargo. Оснащён четырьмя турбовентиляторными двигателями Pratt & Whitney JT3D-3B. На день катастрофы налетал 19 744 часа, в том числе 8708 часов от последнего капитального ремонта и 45 часов от последней крупной проверки. Согласно записям по техническому обслуживанию за последний год, лайнер не имел никаких серьёзных замечаний и технически был полностью исправен.

## Экипаж
В Анкоридже у рейса 1045 сменился экипаж. Состав нового экипажа рейса JL-1045 был таким:
- Командир воздушного судна (КВС) — 53-летний Хью Л. Марш (англ. Hugh L. Marsh), американец. Очень опытный пилот, проработал в JAL Cargo 7 лет и 6 месяцев (с 24 июня 1969 года). 30 октября 1969 года получил квалификацию пилота DC-8, а 9 февраля 1970 года был повышен до командира DC-8. Также 10 сентября 1970 года получил 2-й класс по навигации. Налетал 23 252 часа, 4040 из них на DC-8, включая 1186 часов ночью и 187 часов полётов по приборам. В связи с дальнозоркостью носил очки. За последние 90 дней налетал 153 часа, в том числе 83 часа ночью и 10 часов в приборных условиях[3].
- Второй пилот — 31-летний Кунихика Акитани (англ. Kunihika Akitani, яп. 秋谷邦彦), японец. Опытный пилот, проработал в JAL Cargo 6 лет и 8 месяцев (с 6 мая 1970 года). 26 декабря 1972 года получил квалификацию третьего пилота и бортинженера DC-8, а 1 августа 1976 года был повышен до второго пилота DC-8. Налетал 1603 часа, 1207 из них на DC-8, включая 461 час ночью и 90 часов полётов по приборам (38 часов из них — за последние 90 дней)[3].
- Бортинженер — 35-летний Нобумаса Ёкокава (англ. Nobumasa Yokokawa, яп. 横川信正), японец. Проработал в JAL Cargo 16 лет и 9 месяцев (с 1 апреля 1960 года). 20 ноября 1960 года получил квалификацию бортинженера DC-8. Также был квалифицирован на бортинженера самолётов типа Convair 880 и Boeing 747. Налетал 4920 часов, 2757 из них на DC-8. За последние 90 дней налетал 89 часов[3].

## Хронология событий

### Прибытие в аэропорт Анкориджа
Утром 13 января 1977 года экипаж в составе командира (американец), второго пилота и бортинженера (оба — японцы) проснулся в 03:30, а в 04:30 сел в такси, на котором приехал в аэропорт, где в 05:00 вошёл в офис авиакомпании JAL Cargo. Но подвозившего их таксиста серьёзно взволновало, что командир экипажа был словно сильно пьян, на что указывал ряд признаков: «стеклянный» взгляд, красное лицо, несогласованные движения, невнятная речь, а при выходе с трудом из автомобиля пилот даже едва не упал на дверь. В 04:50 водитель такси сообщил представителю JAL Cargo, что КВС, возможно, пьян; в ответ ему сообщили, что если заметят что-то необычное, то в авиакомпании примут необходимые меры. В 06:20 представитель авиакомпании сообщил своему руководству, что если командир действительно находился в нетрезвом состоянии, то второй пилот должен был сразу отменить полёт. Но в ходе предполётной подготовки ничего подозрительного в поведении экипажа замечено не было, а сама подготовка к рейсу прошла в нормальном режиме.
Douglas DC-8-62AF борт JA8054, на котором пилотам Маршу, Акитани и Ёкокаве предстоял полёт, в тот день выполнял чартерный грузовой рейс JL-1045 из Мозес-Лейка (Вашингтон) в Токио (Япония) с промежуточной посадкой в Анкоридже для дозаправки и смены экипажа. Перевозимый груз — крупный рогатый скот, находившийся в специальных загонах, предотвращающих горизонтальные передвижения животных. Первый этап полёта прошёл нормально и в 05:03 рейс 8054 приземлился в аэропорту Анкориджа. Сдающий экипаж сообщил, что с осадками и обледенением самолёт не сталкивался, лишь при выполнении посадки на высоте 240 метров над уровнем моря он попал в слой тумана.

### Подготовка к вылету
В аэропорту самолёт прошёл только внешний осмотр, который выполнялся сотрудниками JAL Cargo и нанятыми авиатехниками аэропорта Анкориджа. Два местных авиатехника во время этого осмотра двигателей обнаружили, что на воздухозаборниках, кожухах и носовых обтекателях есть лёд, которого, однако, не было на управляющих поверхностях. Поэтому один из авиатехников сообщил представителям авиакомпании, чтобы принимающий экипаж включил противообледенительную систему двигателей. Осматривающие самолёт сотрудники JAL Cargo никакого льда не заметили. По расчётам, в топливных баках DC-8 в общей сложности находились 53 200 килограммов авиационного керосина типа «A».
Новый экипаж принял самолёт и примерно в 06:03 выполнил проверку инерциальных навигационных систем, а также получил свежую информацию от АТИС, согласно которой в аэропорту Анкориджа в это время был туман, видимость примерно 2 километра и переменная облачность. После получения разрешения от диспетчера, в 06:09 была начата подготовка к запуску двигателей. В 06:15, после завершения зачитывания контрольного списка, двигатели были запущены. Получив разрешение на руление, рейс 8054 с 5 людьми на борту (3 члена экипажа и 2 пассажира, сопровождавших груз) направился к взлётной полосе №24L (левая).

### Следование по аэропорту
В процессе следования по аэропорту бортинженер спросил у КВС разрешение включить противообледенительную систему двигателей, так как на воздухозаборниках был обнаружен лёд, с чем командир согласился. Также во время руления были проверена работа плоскостей управления и механизации крыла, а закрылки выпустили на 23°. Далее был зачитан контрольный список перед взлётом, при этом ещё раз были проверены положение закрылков и настройки триммеров, а на вопрос о борьбе с обледенением командир ответил, что они будут использовать только противообледенительную систему двигателей, на что бортинженер доложил, что данная система включена. Также КВС предупредил второго пилота и бортинженера о выполнении взлёта в аэропорту Анкориджа и необходимых действиях во время его прерывания. При этом он отметил, что полоса скользкая, а потому взлёт всё-таки лучше не прерывать.
Следуя к ВПП №24L, рейс 1045 получил указание задержаться у полосы №24R (правая). После ещё нескольких радиообменов с диспетчером экипаж вырулил на полосу и доложил о готовности к взлёту. Однако диспетчер в ответ сообщил, что они вообще-то на полосе «24 правая», а не на «24 левая», поэтому лайнер развернулся на 180°, съехал на рулёжную дорожку и по ней проследовал к началу полосы «24 левая». В 06:33:37 с борта рейса JL-1045 повторно доложили о готовности к взлёту.

### Катастрофа
| 06:34:23   | КВС | Взлёт разрешён.                                                          |
|            |     | Пилоты увеличивают режим двигателей.                                     |
| 06:34:31,4 | БИ  | Стабилизировались.                                                       |
| 06:34:32,8 | КВС | Максимальная.                                                            |
| 06:34:36,9 | БИ  | Номер четыре растёт.                                                     |
| 06:34:39   | БИ  | Два и четыре растёт.                                                     |
| 06:34:43,8 | 2П  | Режим номинальный.                                                       |
| 06:34:45,6 | КВС | Спасибо!                                                                 |
| 06:34:50,4 | КВС | Взял управление.                                                         |
| 06:34:51,1 | 2П  | Передал управление.                                                      |
| 06:34:52,8 | 2П  | 80.                                                                      |
| 06:35:09,6 | 2П  | Ви один.                                                                 |
| 06:35:13   |     | Слышны два удара.                                                        |
| 06:35:15,6 | 2П  | Подъём.                                                                  |
| 06:35:16,8 | КВС | Подъём.                                                                  |
| 06:35:19,5 | КВС | Десять градусов.                                                         |
| 06:35:21,4 | 2П  | Ви два.                                                                  |
| 06:35:26,2 |     | Появляется шум, похожий на помпаж, который будет слышен до конца записи. |
| 06:35:31,8 | 2П  | Поднимайтесь.                                                            |
| 06:35:33,0 | БИ  | Переизбыток.                                                             |
| 06:35:34,2 | 2П  | Эй!                                                                      |
| 06:35:37,9 |     | Включается тряска штурвала.                                              |
| 06:35:38,1 | БИ  | Сваливание!                                                              |
| 06:35:39,3 |     | Звук удара.                                                              |

Согласно показаниям очевидца, находящегося в конце ВПП, лайнер приподнялся на высоту около 30 метров, после чего, завалившись влево, стал смещаться в сторону и в 314 метрах от торца взлётной полосы №24L и на 55 метров левее продолжения её оси рейс JL-1045 на высоте 38 метров над уровнем моря ударился о землю, после чего, продолжая лететь на юго-запад (курс 230°), пересёк подъездную автодорогу и врезался в возвышенность на высоте 43 метра над уровнем моря и полностью разрушился. Катастрофа произошла в 46 метрах от ВПП аэропорта Анкориджа в условиях темноты и тумана в точке с координатами 61°10′ с. ш. 150°02′ з. д.. Обломки лайнера разбросало по площади 510 на 120 метров, все находившиеся на его борту 5 человек погибли.

## Расследование
Расследованием причин катастрофы рейса JL-8054 занялся Национальный совет по безопасности на транспорте (NTSB).

### Лётные испытания
Был проведён анализ взлёта борта JA8054 и его сравнение со взлётами остальных DC-8 в аналогичных условиях. На измерителе скорости со стороны КВС три базовые скорости (V1, VR и V2) были указаны как 134, 148 и 160 узлов, а на измерителе скорости со стороны второго пилота — 130, 158 и 160 узлов. Скорость при наборе высоты у обоих была указана как 170 узлов. При этом для текущего веса при закрылках, выпущенных на 23° (согласно справочным данным), скорости должны были иметь следующие значения: V1 — 137 узлов, VR — 152 узла, V2 — 161 узел .
Второй пилот своевременно объявил о достижении скорости 80 узлов (148 км/ч), а затем и базовых скоростей, которые были указаны на его приборе. Но мало кто мог заметить, что от начала подъёма передней стойки шасси (VR) и до момента отрыва от полосы (V2) прошло на 1,5 секунды дольше по сравнению со взлётом других DC-8. Затем после отрыва от ВПП на фоне появляется шум, который устойчиво слышен до конца записи. Как определили следователи, этот шум был вызван сильной вибрацией самолёта перед переходом в сваливание. Воздушная скорость достигла 164 узлов (303 км/ч), после чего начала падать. Поднявшись до 87 метров (49 метров над уровнем аэродрома), лайнер попал в сваливание и, войдя в левый крен, стал быстро терять высоту. За 1,2 секунды до конца записи раздались сигналы об опасности, а в течение последних 0,2 секунды слышен шум разрушения самолёта от удара о землю.
Компьютерный анализ также показал, что интервал разгона самолёта от VR до V2 занял больше времени, а когда после отрыва лайнер стал входить в сваливание, экипаж только усугубил его, так как, стремясь набрать высоту, стал всё выше поднимать нос, поэтому при ударе о землю тангаж уже был не менее 18°. Согласно расчётам, достаточно было снижения подъёмной силы на 15 %, чтобы привести к такому эффекту. Так как полёт из Мозес-Лейка до Анкориджа прошёл нормально, то с учётом фактической погоды в аэропорту следователи обратили внимание на опасность обледенения. Расчётная температура остатка авиатоплива после посадки составляла -8,3 °F (-22,4 °C), а в Анкоридже топливо хранилось с температурой около 32 °F (0 °C). После дозаправки температура авиатоплива в баках самолёта могла быть в пределах от 20 °F (-7 °C) до 25,5 °F (-3,6 °C). При температуре наружного воздуха 20 °F (-7 °C) из тумана на крыле могли оседать небольшие капельки воды, которые стали намерзать. Во время внешнего осмотра эту наледь ещё не обнаружили, а потому и не сообщили о ней пилотам. Но за длительное время стоянки на крыле мог образоваться слой льда, заметно ухудшивший его аэродинамическую характеристику, в том числе снизив подъёмную силу и критический угол атаки. Также из-за неровного образования льда поверхность крыла стала бугристой, из-за чего возросло аэродинамическое сопротивление, а потому лайнер должен был теперь набирать скорость чуть дольше.

### Патологоанатомическая экспертиза
Все 5 человек на борту самолёта (3 члена экипажа и 2 пассажира) погибли сразу при разрушении самолёта. Экспертиза тел пилотов на предмет отравления угарным газом показала отрицательный результат. Проверка на наличие алкоголя в крови и мягких тканях второго пилота и бортинженера также показала отрицательные результаты, зато при проверке тела КВС в образцах крови и глазных оболочках, взятых спустя 12 часов после гибели, содержание алкоголя достигало 298 мг/100 мл и 310 мг/100 мл соответственно. Проведённые позже тесты в Гражданском Аэрокосмическом институте показали уже меньшие значения — 210 мг/100 мл и 281 мг/100 мл соответственно. Для сравнения: по действовавшим на то время аляскинским дорожным законам, водитель считался пьяным, если содержание алкоголя в крови превышало 100 мг/100 мл (~ 1 промилле).
Из-за алкоголя в крови КВС Хью Л. Марш фактически не мог выполнять свои обязанности: ещё по дороге в аэропорт подвозивший его водитель такси обратил внимание на неадекватные действия, рассеянные мысли, невнятную речь и проблемы при ходьбе. Далее при управлении самолётом командир вырулил не на ту полосу, сам того не заметив, пока ему на это не указал авиадиспетчер. Затем при взлёте пьяный пилот слишком круто стал поднимать нос самолёта, а после отрыва от ВПП и возникновении тряски штурвала не смог распознать сваливание и принять необходимые меры, вместо этого лишь усугубив ситуацию.

### Взаимодействие в кабине
При данном расследовании следователи особо обратили внимание на взаимодействие внутри кабины, ведь неадекватные действия КВС не могли быть не замечены остальными членами экипажа. Однако роковую роль здесь сыграл высокий авторитет командира для японских пилотов, поэтому в данной ситуации они просто проявили равнодушие и не стали вмешиваться в его опасные действия.

## Причины
1. Накопившаяся на крыле наледь существенно повлияла на лётные характеристики самолёта.
2. Крупный рогатый скот был зафиксирован с помощью специальных замков, и нет никаких доказательств отказа этих замков.
3. Вес и балансировка самолёта были в установленных пределах.
4. Разгон самолёта проходил нормально до подъёма передней стойки.
5. При подъёме носовой стойки самолёт был приподнят на угол выше допустимого угла атаки, что с учётом обледенения крыла увеличило аэродинамическое сопротивление.
6. Из-за повышенного угла тангажа набор скорости до V2 осуществлялся гораздо медленнее нормального.
7. Угол тангажа достиг 18°, прежде чем самолёт перешёл в сваливание.
8. Поднявшись до 49 метров над землёй, авиалайнер начал снижаться со средней вертикальной скоростью около 910 метров в минуту, пока не врезался в землю.
9. Такой взлёт был результатом неправильных действий командира, усугублённых обледенением планера.
10. Командир был в состоянии алкогольного опьянения, из-за чего не мог физически и рассудительно выполнять полёт.
11. Другие члены экипажа знали о состоянии командира, но не предпринимали никаких эффективных действий, чтобы командир не выполнял полёт.

Окончательный отчёт расследования был опубликован 16 января 1979 года.
Согласно отчёту, причиной катастрофы рейса JL-1045 стало сваливание самолёта при взлёте из-за неправильных действий пилота, усугублённых обледенением воздушного судна и алкогольным опьянением командира экипажа. Сопутствующим фактором стало отсутствие действий со стороны остальных членов экипажа по предотвращению попыток командира выполнить взлёт.

## Последствия
Катастрофа в Анкоридже во многом произошла из-за того, что молодые члены экипажа (второй пилот и бортинженер) попросту не решились перечить командиру, который был в 1,5 раза старше их и имел куда больший опыт, причём даже несмотря на то, что этот опытный пилот был пьян и плохо осознавал свои действия. Этот аспект был особо подчёркнут в ходе расследования, а NTSB уже не раз к тому времени настаивал на необходимости ввести новые процедуры по взаимодействию внутри экипажа, чтобы все пилоты в кабине работали между собой на равных, не считаясь с опытом.
В итоге катастрофа рейса JL-1045 стала одной из тех, которые в итоге привели к созданию и внедрению программы Crew Resource Management (CRM) («Управление ресурсами экипажа»).

### Комментарии
1. ↑  Здесь и далее указано Аляскинское время — AST